# Mártires de Otranto
Los Mártires de Otranto fueron los 813 habitantes de la ciudad salentina de Otranto, en el sur de Italia, que fueron asesinados el 14 de agosto de 1480 por rechazar convertirse al islam después de que la ciudad cayera en manos de los otomanos comandados por el visir Gedik Ahmed Bajá. 
Fueron beatificados por el papa Clemente XIV el 14 de diciembre de 1771, y canonizados por el papa Francisco el 12 de mayo de 2013. Se les considera como los santos patrones de la ciudad de Otranto y de la Archidiócesis de Otranto.
Se refiere a ellos como Antonio Primaldo y compañeros porque se conserva el nombre de esta persona, como algunos detalles importantes, mientras que no se sabe casi nada de los otros 812.

### Contexto y Antecedentes
El exterminio de los cristianos de Otranto, se dio en el marco de la guerra que libraban desde hacía mucho tiempo los otomanos contra los bizantinos, que tuvo su punto de inflexión con la caída de Constantinopla, en 1453.
El sultán Mehmed II, inició una incursión armada en la Isla de Rodas, en 1479, pero al no poderla tomar, se dirigió a las costas de Italia, donde ya había atacado algunas zonas.

### Asedio de Otranto
El 28 de julio de 1480 un ejército otomano comandado por Gedik Ahmed Bajá y formado por 90 galeras, 40 galeotas, y otros buques con  alrededor de 15.000 tripulantes y 18 000 soldados desembarcó frente a la ciudad de Otranto, en el Reino de Sicilia. La ciudad resistió enérgicamente los ataques terrestres otomanos, pero no pudo resistir al bombardeo por mucho tiempo. Así pues, los soldados y los habitantes del pueblo abandonaron la parte principal de la ciudad el 29 de julio, refugiándose en la ciudadela, mientras que los otomanos comenzaron a bombardear las casas vecinas.
Más tarde, Gedik Ahmed Bajá ofreció a los defensores de la ciudad la oportunidad de rendirse, pero éstos se negaron y en respuesta la artillería turca reanudó los bombardeos. El 11 de agosto, después de 15 días de asedio, Gedik Ahmed Bajá ordenó el ataque final, en el cual consiguió romper las defensas de la ciudad y conquistar el castillo.
A continuación perpetró una masacre en la que todos los varones de más de quince años fueron asesinados, mientras que las mujeres y los niños fueron esclavizados. Según algunas investigaciones históricas, murieron doce mil personas y cinco mil fueron esclavizadas, incluyendo también las víctimas de los territorios de la península de Salento alrededor de la ciudad.
A pesar de la caída de la ciudadela, aún quedaban refugiados algunos sobrevivientes y miembros del clero en la catedral para rezar junto con el arzobispo Stefano Pendinelli. Gedik Ahmed Bajá les ordenó renunciar a su fe cristiana, a lo cual los ciudadanos se negaron. Por lo tanto, ordenó a sus soldados que entraran en la catedral y capturaran a todos, siendo ejecutados los varones. Y el edificio, símbolo de la resistencia, fue transformado en un establo para caballos.
Destaca entre las muertes la del anciano arzobispo Pendinelli, que pidió a los supervivientes que se encomendaran a Dios antes de morir, por ser especialmente brutal. Los otomanos le despedazaron con cimitarras, mientras que su cabeza fue empalada en una estaca y llevada por las calles de la ciudad.

### Martirio
El 14 de agosto, el propio Gedik Ahmet Pasha ató a los pocos sobrevivientes y los hizo arrastrar hasta la cercana Colina de Minerva, donde al menos 800 de ellos fueron decapitados delante de sus familias, forzadas a ver la ejecución. 
Las crónicas locales cuentan que, durante la masacre, un turco llamado Bersabei se convirtió al cristianismo, conmovido al ver cómo los habitantes de Otranto morían por su fe; y como castigo, fue igualmente martirizado por sus propios compañeros.
Finalmente, después de trece meses en manos turcas, Otranto fue recuperada por el ejército aragonés de Alfonso II, hijo del rey Fernando I de Nápoles.

#### Antonio Primaldo
El primero en ser decapitado, porque les resultaba demasiado molesto a los asesinos, fue Antonio Primaldo, ya que fue elegido por los habitantes del pueblo como emisario. Como tal, informó a los musulmanes de la decisión del pueblo de Otranto de mantenerse en la fe cristiana. Su misión la valió su sentencia de muerte, y con ella la de todo el pueblo, que no apostató. Primaldo era sastre de profesión, y tenía avanzada edad.
La tradición afirma que, después de ser decapitado, su cuerpo permaneció en pie pese de los esfuerzos de los verdugos para reducirlo, hasta que el último de los habitantes fue ejecutado.

#### Macario Nachira
Entre los 813 mártires de Otranto destaca también la figura de Macario Nachira, un monje basiliano de origen noble y buena educación, por lo que se le tenía como un hombre muy culto Falleció luego de que no renegara de su fe, siendo despedazado con espadas.

## Onomástico y culto público

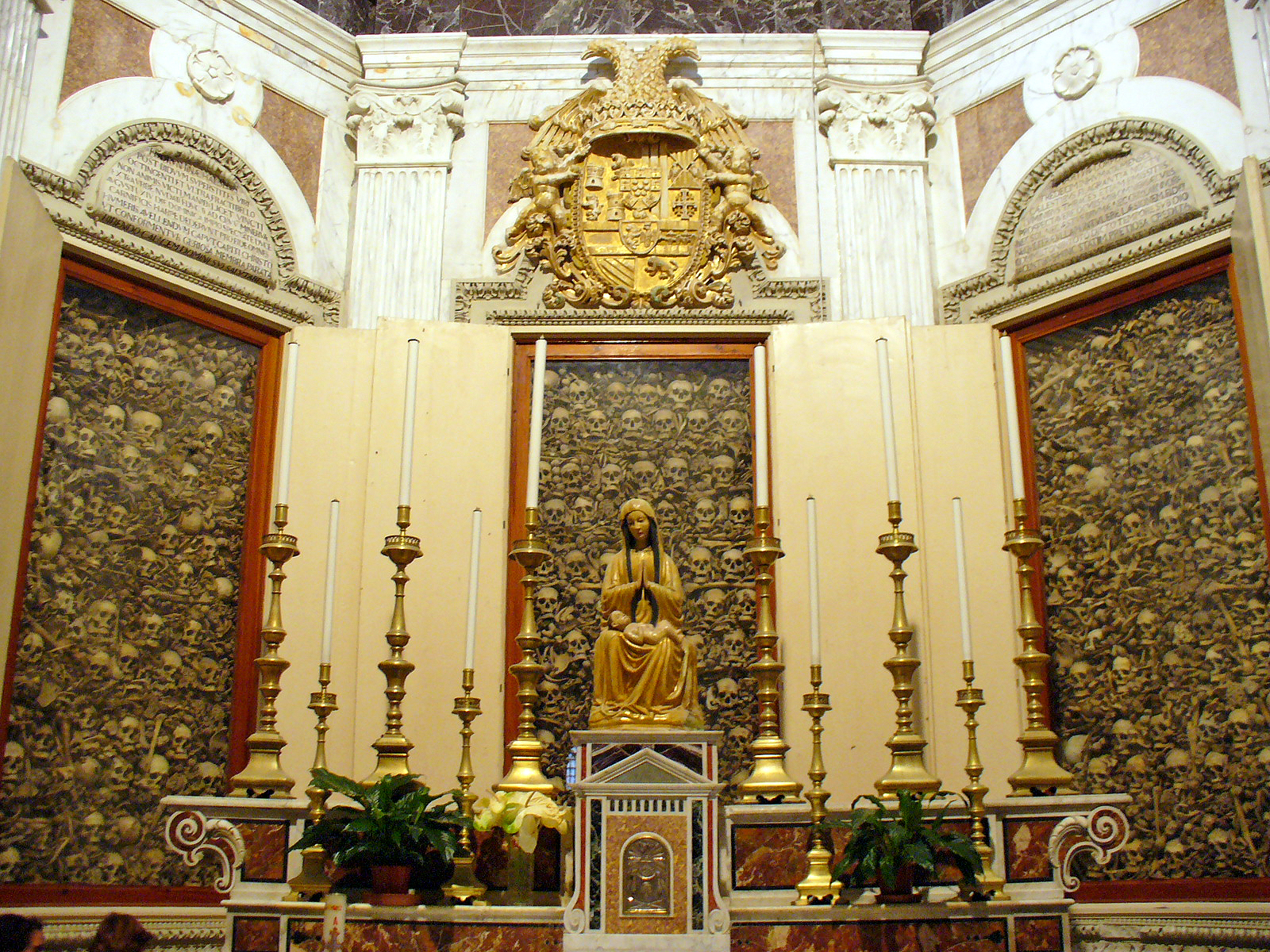
Altar con las reliquias de los mártires en la catedral de Otranto

Se les venera conjuntamente el 14 de agosto, fecha instituida por el Papa Francisco, en el mismo día en que fueron canonizados.

### Canonización
La apertura del proceso de canonización tuvo lugar en 1539. 
El 14 de diciembre de 1771 el papa Clemente XIV beatificó a los más de 800 pobladores asesinados en la Colina de Minerva. Su canonización fue aprobada el 20 de diciembre de 2012, durante el pontificado de Benedicto XVI. 
El milagro atribuido a los mártires de Otranto sucedió por la intercesión de Antonio Primaldo, según lo registrado en el acta de aprobación expedida por el Vaticano en 2012.
La celebración de la canonización tuvo lugar el 12 de mayo de 2013 en la Plaza de San Pedro, durante el pontificado del papa Francisco, y se convirtió en la canonización conjunta del mayor número de personas jamás celebrada en la historia de la Iglesia; esto supuso para Francisco el mayor número de canonizaciones de la historia, superando a Juan Pablo II, con alrededor de 450 personas. También ostenta el registro de mayor número de personas canonizadas en un mismo día, superando igualmente a Juan Pablo II, con 109 personas (los mártires de Corea).